# ダニエル・ジロード・エリオット
ダニエル・ジロード・エリオット（Daniel Giraud Elliot、1835年3月7日 - 1915年12月22日）はアメリカ合衆国の動物学者である。鳥類や動物に関する図版入りの豪華本を出版した。アメリカ鳥学会の会長を務めた。

## 略歴
ニューヨークに生まれた。ニューヨークのアメリカ自然史博物館、アメリカ鳥学会の設立者の一人である。フランス動物学会の設立メンバーであり、シカゴのフィールド自然史博物館の動物学の学芸員を務めた。
1869年から1879年の間、ロンドンに滞在し、イギリスの鳥類学者、博物学者と強い協力関係を築いた。自らの資産で鳥類や動物の図入りの豪華本を出版した。解説はエリオットが書き、図版はイギリスの学者、ジョン・グールド(John Gould)の博物書に図版を描いた、ドイツ出身のヨーゼフ・ヴォルフ(Joseph Wolf)やオランダ出身のジョセフ・スミット(Joseph Smit)らの博物画家が描いた。著書には"A Monograph of the Phasianidae" (1870–72)、"A Monograph of the Paradiseidae or Birds of Paradise" (1873)、"A Monograph of the Felidae or Family of Cats" (1878)、"Review of the Primates" (1913)などがある。
1890年にアメリカ鳥学会の会長になった。 1899年に鉄道王エドワード・ヘンリー・ハリマンの資金で行われたアラスカ探検に参加した1人である。
没後の1917年に、相続人のマーガレット・ヘンダーソン・エリオットによりダニエル・ジロード・エリオット基金(Daniel Giraud Elliot Fund)が設けられ、全米科学アカデミーに動物学、古生物学に貢献した著作の著者に贈られる、ダニエル・ジロード・エリオット・メダルが創設された。

## 著書の図版

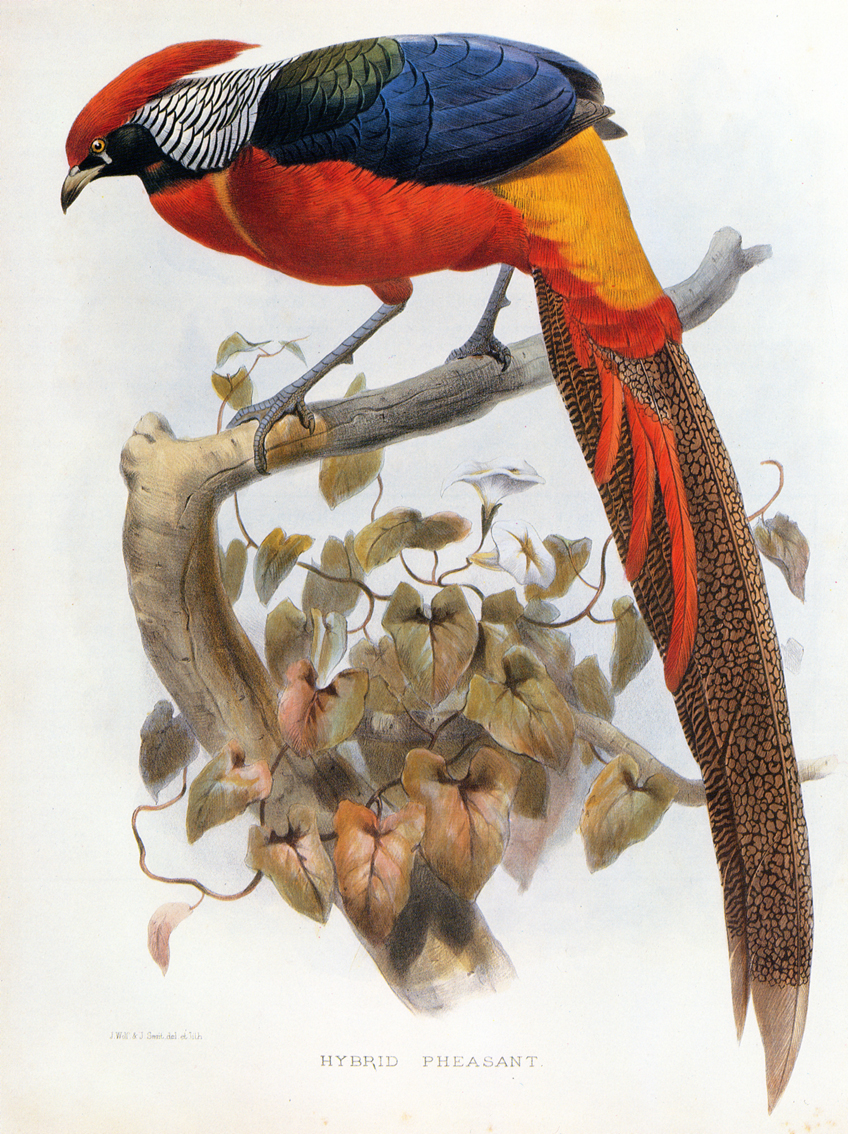
Hybrid pheasant Chrysolophus pictus × Chrysolophus amherstiae.
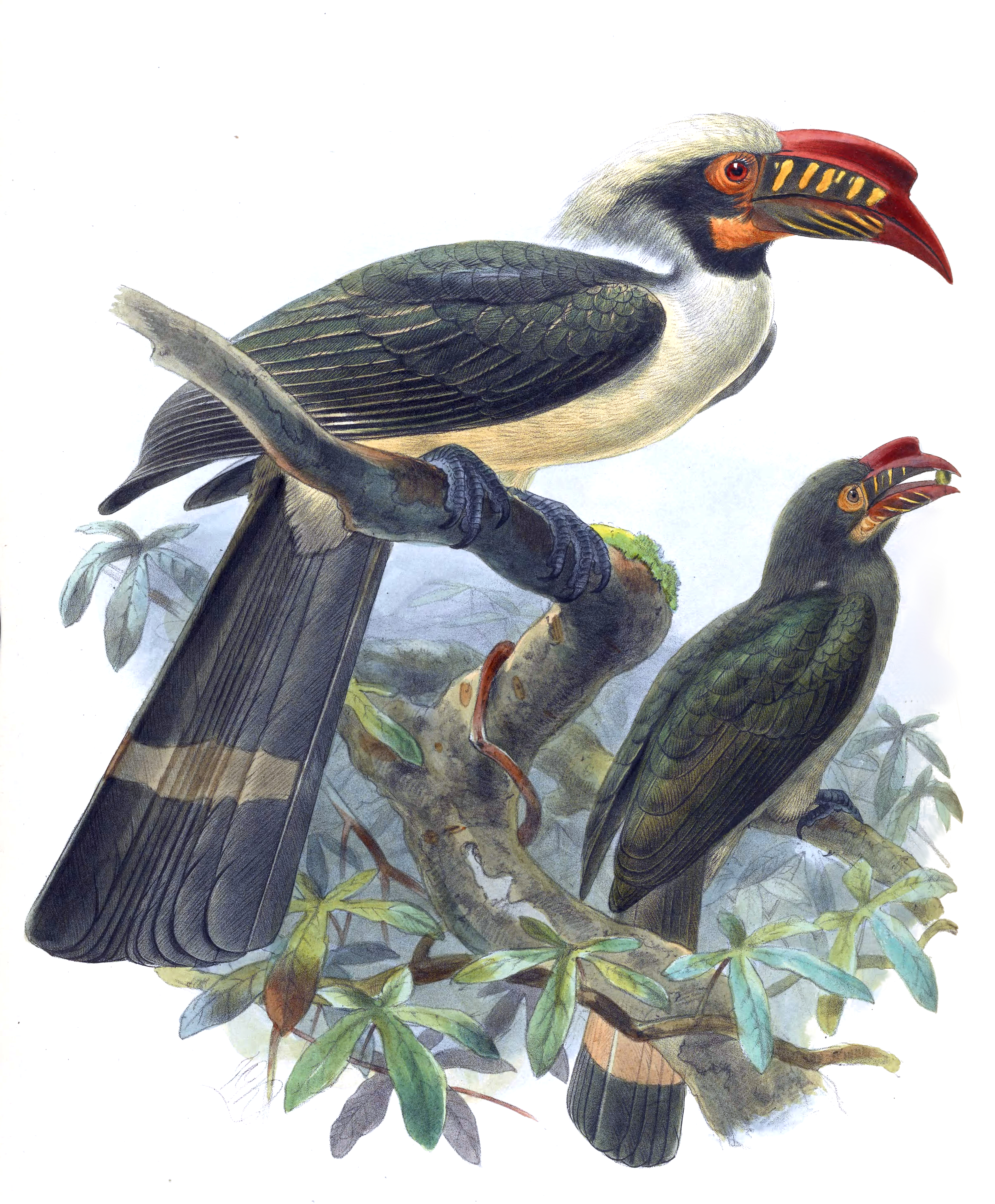
Penelopides manillae.
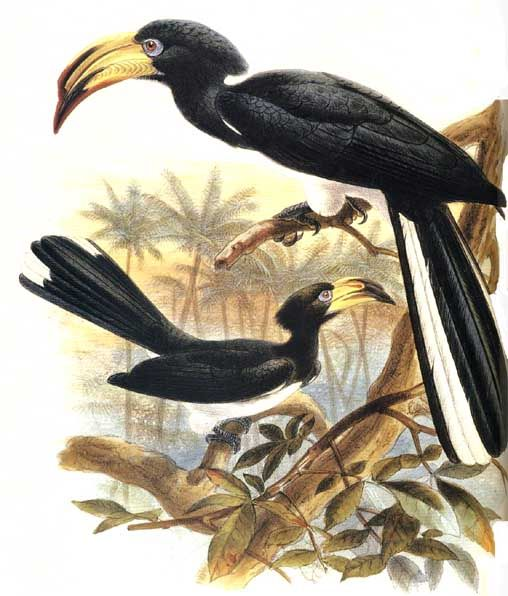
Tockus fasciatus.
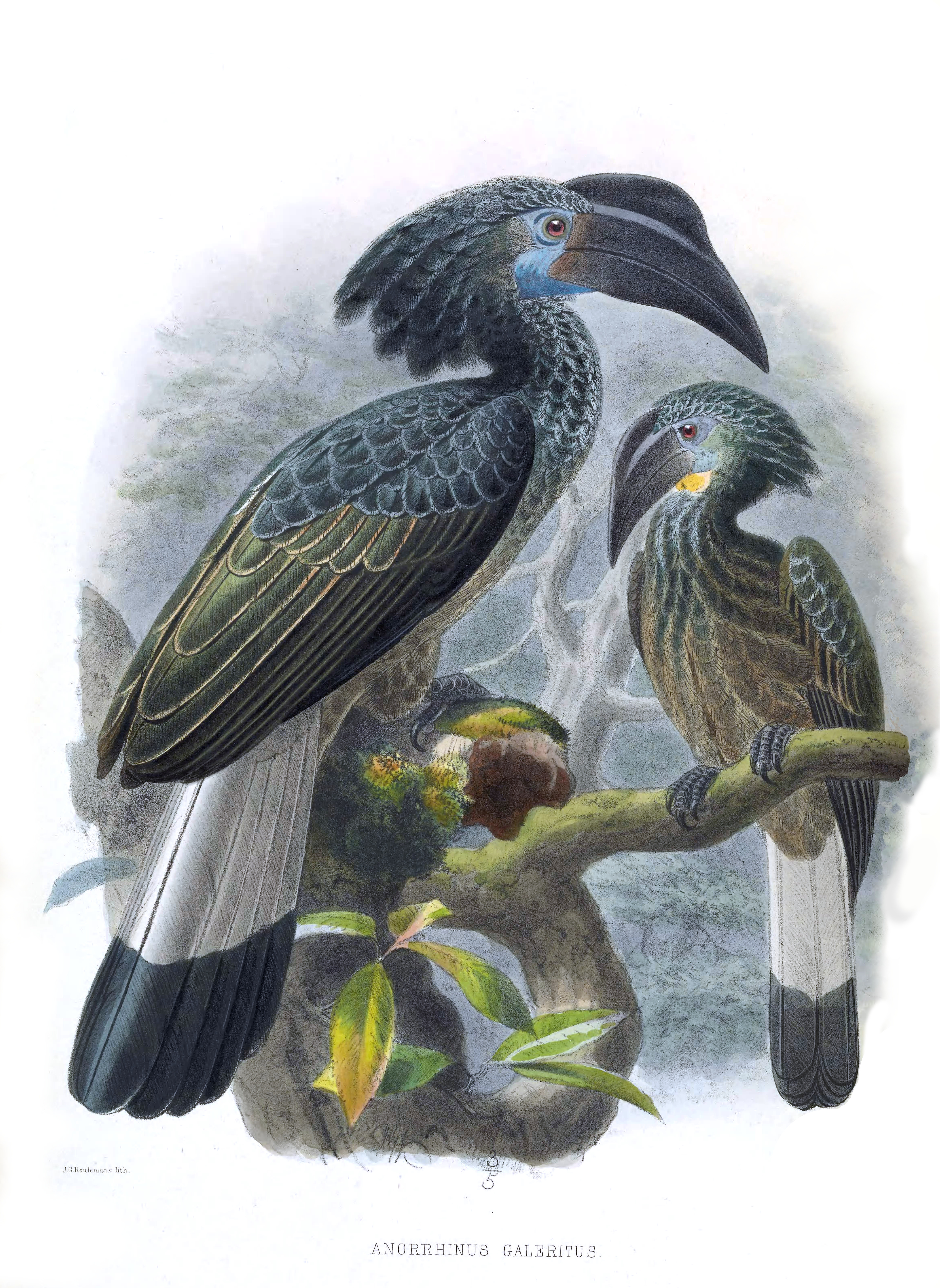
Anorrhinus galeritus.
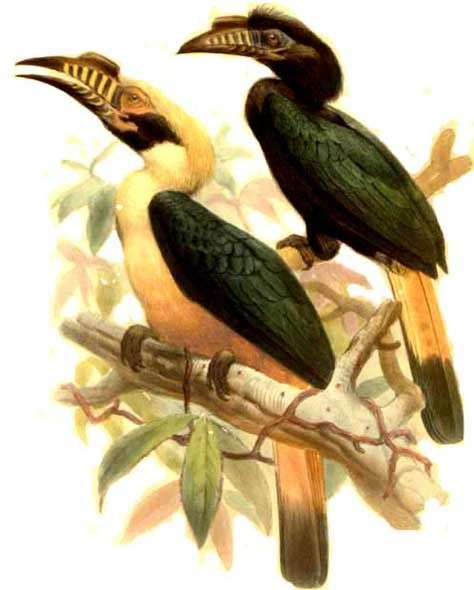
Penelopides panini.

## 著作
- A monograph of the Paradiseidae or birds of paradise, by Elliot, Daniel Giraud, 1873
- Catalogue of a Collection of Birds Obtained by the Expedition into Somali-land (1897).
- The Gallinaceous Game Birds of North America, Including the Partridges, Grouse, Ptarmigan, and Wild Turkeys (1897).
- Catalogue of Mammals from the Olympic Mountains, Washington, with Descriptions of New Species (1899).
- Description of an Apparently New Species of Mountain Goat (1900).
- The Caribou of the Kenai Peninsula, Alaska (1901).
- The Deer Family (1902,[8] with Theodore Roosevelt, Theodore S. Van Dyke and A.J. Stone).
- Catalogue of Mammals Collected by E. Heller in Southern California (1904).
- The Land and Sea Mammals of Middle America and the West Indies (1904).
- A Check List of Mammals of the North American Continent, the West Indies and the Neighboring Seas (1905).
- A Catalogue of the Collection of Mammals in the Field Columbian Museum (1907).
- Review of the Primates, Volume I : Lemuroidea; Anthropoidea (Seniocebus to Saimiri) NY, 1912 Smithsonian Libraries